# اسلام و سقط جنین
سقط جنین از نظر اسلام را می‌توان شامل نظرات مسلمانان در مورد سقط جنین دانست که توسط روایات اسلامی و همچنین بر پایه نظرات علما و مفسران حقوقی و دینی شکل گرفته است. در اسلام اعتقاد بر این است که جنین پس از ۱۲۰ روز بارداری (چهار ماهگی) با دمیده شدن روح به جسم، دارای روح انسانی می‌گردد و سقط جنین پس از آن مرحله غیرمجاز تلقی می‌شود. اما بسیاری از اندیشمندان اسلامی، استثناهایی را در این قانون برای شرایط خاص آن در نظر می‌گیرند. عزیزه الحبری، استاد دانشکده حقوق دانشگاه ریچموند آمریکا ، خاطرنشان می‌کند که «اکثر دانشمندان مسلمان سقط جنین را مجاز می‌دانند، اگرچه نظرشان دربارهٔ مراحل رشد جنین که این امر را ممنوع می‌کند؛ متفاوت است.» به گفته شرمان جکسون حقوق‌دان آمریکایی، «در حالی‌که سقط جنین، حتی در سه‌ ماهه اول بارداری، طبق اقلیت حقوق‌دانان ممنوع است، اما جرمی محسوب نمی‌شود که مجازات کیفری یا حتی مدنی برای آن در نظر گرفته شده باشد.» نظرات چهار مذهب اسلامی سنی (حنفی، شافعی، حنبلی و مالکی) در مورد زمان سقط جنین مختلف است و به همین جهت احکام و قوانین سقط جنین در بین کشورهای جهان اسلام بسیار متفاوت هستند. در کشورهایی مانند ترکیه و تونس، سقط جنین در صورت درخواست، کاملاً قانونی است. از طرف دیگر، در ۱۸ کشور از ۴۷ کشور که دارای جمعیت اکثر مسلمان هستند، از جمله عراق، مصر و اندونزی، سقط جنین فقط در صورتی مجاز است که زندگی مادر،‌ به خاطر بارداری در خطر باشد و در صورت به خطر افتادن جان مادر، هیچ کشوری از کشورهای جهان اسلام، سقط جنین را ممنوع نکرده‌اند.

## تعریف
واژه جنین از نظر لغوی به معنای هر چیز پوشیده است و به بچه تا زمانی‌که در شکم مادر است؛ گفته می‌شود. سقط جنین به گزارش دانشنامه جهان اسلام، پایان دادن عمدی بارداری پیش از موعد آن و خارج کردن جنین از رحم است؛ پیش از آنکه جنین قادر به ادامه حیات باشد. تعریف آن به لحاظ پزشکی، از دست رفتن زودرس بارداری و هر دو حالت آن (سقط خودبخودی و عمدی) به معنی از دست رفتن جنین قبل از هفته ۲۰ بارداری است که شامل سه دوره پیش رویانی (۵ هفته اول بارداری)، رویانی (از هفته ۶ تا ۹) و جنینی (از هفته ۱۰ تا زایمان) می‌باشد.

## پیشینه
سقط جنین در اکثر ادیان و جوامع گذشته، قتل و جرم به حساب می‌آمده و مجازات داشته‌است. براساس منابع تاریخی، اولین بار در قانون حمورابی این کار جرم تلقی می‌شده و برای آن جزای نقدی در نظر گرفته بودند و در قوانین آشور، مجازات زنی که سقط جنین ارادی می‌کرد؛ قتل بود. در یونان باستان، بقراط پزشک معروف، سقط جنین را برای موجود زنده جایز نمی‌دانسته و سورانس افسیسی دیگر پزشک یونانی، فقط آن را هنگامی مجاز می‌دانسته که ادامه بارداری برای مادر خطرناک باشد. در دین زرتشت، سقط جنین قتل عمد محسوب می‌شده و در دین یهودیت، صدمه وارد کردن به جنین در صورتی‌که شکل کامل انسانی داشت؛ کیفر قصاص یا غرامت نقدی به‌ دنبال داشت. سقط جنین در آیین مسیحیت نیز مورد نکوهش و مذمت قرار گرفته‌ و از نظر مسیحیان کاتولیک این عمل، گناه به شمار می‌آید.

## سقط جنین در اسلام
از دیدگاه اسلام درباره حرمت سقط جنینی که دارای روح است؛ بین مذاهب شیعه و سنی اختلاف نظری وجود ندارد. اما در مورد جنین بدون روح انسانی، گروهی از عالمان اهل سنت، سقط را جایز می‌دانند؛ درحالی‌که این امر در مذهب شیعه حرام است؛ البته استثناهایی هم در احکام فقهی مربوط به آن وجود دارد.

## موارد سقط جنین مجاز

### دیدگاه اهل سنت
در میان مسلمانان، مجاز بودن سقط جنین به عواملی مانند زمان و شرایط خاص بستگی دارد. چهار مکتب فکری اهل سنت دربارهٔ زمانی از بارداری که سقط جنین در آن مجاز است دیدگاه‌های مختلفی دارند. توجه به این نکته مهم است که مالکی‌ها در هیچ‌یک از مراحل بارداری سقط جنین را مجاز نمی‌دانند.

#### قبل از چهار ماه بارداری
سیدالصبیق، نویسنده فقه السنه، نظرات فقهای کلاسیک را در این باره در کلمات زیر خلاصه کرده‌است:
سقط جنین پس از گذشت چهار ماه از بارداری مجاز نیست. زیرا سقط در آن زمان مانند گرفتن یک زندگی است، عملی که در دنیا و آخرت مجازات دارد. سقط جنین قبل از سپری شدن این دوره، در صورت لزوم مجاز شمرده می‌شود. با این حال، در صورت عدم عذر معقول، حرام است. نظرات امام غزالی: «سقط جنین پس از بارداری گناه است». وی در ادامه می‌گوید: «وقتی نطفه وارد تخمدان شود، با تخمک مخلوط شود و پتانسیل زندگی را پیدا می‌کند، و حذف آن یک گناه است. سقط جنین بعد از تبدیل شدن آن به میکروب یا زالو، یک گناه سنگین خواهد بود و اگر کسی این کار را انجام دهد بعد از مرحله ای که روح در جنین دمیده می‌شود و فرم و توانایی‌های انسانی به دست می‌آورد سنگینی گناه بسیار افزایش می‌یابد.»
مرحله ۱ نطفه (اسپرم)
این مرحله از زمان لقاح تا ۴۰ روز از زمانی که اسپرم تخم را بارور می‌کند است. در این مرحله، حنفیها اجازه سقط جنین می‌دهند، اکثر شافعیها سقط جنین را مجاز می‌دانند، برخی از حنبلیها آن را اجازه می‌دهند، اما مالکی‌ها مجوز سقط را نمی‌دهند.
در میان علمای اهل سنت معاصر، یاسر قاضی می‌گوید که سقط جنین ممکن است در ۴۰ روز اول بارداری برای «یک دلیل بسیار مشروع» مجاز باشد، اما پس از آن دوره ممنوع است، که در آن نقطه حلول روح رخ می‌دهد.

#### مرحله ۲ علقه (لخته خون)
این مرحله ۴۰–۸۰ روز پس از بارداری است که تخمک بارور شده مانند لخته خون شده‌است. در این مرحله، حنفی‌ها سقط جنین را مجاز می‌داند، در حالی که فقط برخی از شافعی‌ها و حنبلی‌ها آن را مجاز می‌دانند.

#### مرحله ۳ مضغه (رویان)
این مرحله ۸۰–۱۲۰ روز پس از بارداری است که اکنون لخته خون به استخوان و گوشت تبدیل شده‌است. در این مرحله، حنفی‌ها سقط جنین را مجاز می‌دانند، فقط برخی از شافعی‌ها و حنبلی‌ها این اجازه را دارند.

### ۲.پس از دمیده شدن روح

#### مرحله ولوج روح (روح)
این مرحله ۱۲۰ روز پس از بارداری است که بنابه نظر اسلام، روح وارد بدن و جسم می‌شود. در این مرحله هیچ‌یک از چهار مکتب فکری اهل سنت مجاز به سقط جنین نیست.

### دیدگاه شیعه
بنابه نظر تمامی فقهای شیعه امامیه، سقط جنین از زمان استقرار نطفه در رحم حرام است و این حکم در همه مراحل تطور جنین جاری است. اکثر فقها به استناد آیات قرآن و احادیث امامان شیعه، این عمل را به طور مطلق حرام می‌دانند. آیات ۹۳ سوره نساء، ۳۲ سوره مائده، ۱۵۱ سوره انعام و ۶۸ سوره فرقان‌، آیاتی هستند که مبنی بر آنها سقط جنین یکی از مصادیق «قتل نفس» به شمار می‌آید. آیات ۱۵۱ سوره انعام و ۳۱ سوره اسراء به طور ویژه بر حرام بودن کشتن اولاد و فرزندان تأکید دارد و والدین را از کشتن آنها نهی می‌کند. براساس برخی روایات از بین بردن جنین قبل از دمیده شدن روح، قتل نفس نیست، ولی از آنجایی که برای سقط جنین در مراحل مختلف جنینی در اسلام دیه‌هایی مقرر شده؛ نشانه اهمیت دادن اسلام به کرامت انسان و ممنوعیت سقط است. لذا در آرای برخی فقهای شیعه، ساقط کردن جنین پیش از دمیده شدن روح، مصداق قتل نفس و جنایت است و در مواردی شامل حکم قصاص نیز می‌شود.
در بین مسلمانان اتفاق نظر است که در سه مورد می‌توان جنین را سقط کرد؛ البته شرط جواز سقط جنین قبل از دمیده شدن روح (قبل از ۴ ماه) می‌باشد.

### ۱. به خطر افتادن جان مادر
در مورد مسئله زندگی مادر، همه مسلمانان قبول دارند که زندگی او بر زندگی جنین ارجحیت دارد. این به این دلیل است که مادر «منبع اصلی زندگی» تلقی می‌شود، در حالی که جنین فقط زندگی «بالقوه» است. حقوق‌دانان مسلمان توافق دارند که سقط جنین براساس این اصل مجاز است که «شر بزرگتر [مرگ زن] باید توسط شر کوچکتر [سقط] دفع شود». در این موارد، پزشک قاضی بهتری نسبت به دانشمند در نظر گرفته می‌شود. همچنین اگر جنین در شکم مادر بمیرد؛ سقطش از دیدگاه مذاهب اسلامی اشکالی ندارد و برای جلوگیری از صدمه رسیدن به مادر، بیرون آوردن جنین مرده واجب است؛ حتی اگر روح به جنین دمیده شده باشد. عکس این قضیه هم صادق است: یعنی اگر مادر بمیرد و فرزند او در شکمش زنده باشد. طبق نظر شیعه دوازده امامی، بین فقها اتفاق نظر وجود دارد که سقط جنین تنها در صورتی که از نظر پزشکی اثبات شود که زندگی مادر در خطر است، تا ۱۲۰ روز مجاز است. به غیر از این، قبل یا بعد از ۱۲۰ روز، بدون توجه به شرایط (مانند مشکلات جنین یا فقر و غیره)، سقط جنین همواره ممنوع است.

### ۲. تجاوز
دانشمندان مسلمان معتقدند که فرزند تجاوز کودکی مشروع است و به همین دلیل کشتن این کودک گناه است. دانشمندان فقط در صورتی که جنین کمتر از چهار ماه داشته باشد یا زندگی مادر را به خطر بیندازد، سقط جنین را مجاز می‌دانند.

### ۳. تغییر شکل جنین
برخی از دانشمندان مسلمان اهل سنت معتقدند در صورتی که نوزاد به نوعی بیماری مبتلا باشد و این امر مراقبت از آن را برای والدین بسیار دشوار کند (به عنوان مثال ناهنجاری‌ها و معلولیت‌های ذهنی) ممکن است سقط جنین مجاز باشد. در صورتی که جنین دچار ناهنجاری شدیدی باشد که با بررسی‌های پزشکی ثابت شده و توسط کمیته‌ای تشکیل شده توسط پزشکان معتمد تأیید شود و اگر درخواست سقط جنین توسط والدین باشد و سن جنین کمتر از ۱۲۰ روز از لحظه لانه‌گزینی محاسبه شده باشد، سقط جنین انجام می‌شود.

## قوانین سقط جنین در کشورهای اسلامی
در کشور مالزی در سه ماهه اول و دوم بارداری (قبل از ۲۲ هفته) سقط جنین انجام می‌شود؛ اما قبل از سال ۱۹۸۹ اقدام به این کار (مگر برای حفظ جان مادر) جرم بوده‌است. در قانون جزایی کشور مصر، در مواردی که بارداری اثبات شده باشد، سقط جنین ممنوع است؛ اما استفاده از وسایل ضدبارداری بلامانع می‌باشد. البته در مصر نیز در صورت به خطر افتادن جان مادر منعی برای از بین بردن جنین نیست. در پاکستان سقط جنین غیرقانونی است و در صورت داشتن نواقص جنینی هم سقط جایز نیست. در عربستان سعودی، براساس قوانین پزشکی، سقط جنین زمانی مجاز است که جان مادر در خطر باشد. اما برای جواز این عمل موضوع باید توسط تیم پزشکی بررسی شود و سن جنین باید کمتر از ۴ ماه باشد. در ایران برطبق مبانی حقوقی شیعه سقط جنین ممنوع است؛ اما براساس اصل ضرورت، سقط جنین در مورد نجات جان مادر مجاز خواهد بود.